# 天主教阿拉埃胡拉教區
天主教阿拉埃胡拉教區（拉丁語：Dioecesis Alaiuelensis）是哥斯達黎加一個羅馬天主教教區，屬聖何塞總教區。
教區成立於1921年2月16日。位於阿拉胡埃拉省南部。2006年有教友551,100人（佔轄區總人口83.2%）、卅一個堂區、101名司鐸。現任教區主為安赫爾·聖卡西米羅·費爾南德斯。